# Lantana canescens
Lantana canescens är en verbenaväxtart som beskrevs av Carl Sigismund Kunth. Lantana canescens ingår i släktet eldkronor, och familjen verbenaväxter. Inga underarter finns listade i Catalogue of Life.